# غاي دافنبورت
غاي دافنبورت (بالإنجليزية: Guy Davenport)‏ (23 نوفمبر 1927، كارولاينا الجنوبية في الولايات المتحدة - 4 يناير 2005، ليكسينغتون في الولايات المتحدة)؛ كاتب، رسام، شاعر، مؤلف، أستاذ جامعي، مترجم وروائي أمريكي.

## الجوائز
- منحة رودس